# Миње (пушка)
Миње пушке (енгл. Minié rifle), породица пушака капислара (изолучених мускета) конструисаних средином 19. века, које су се пуниле специјалним Мињеовим зрном. Ове пушке представљале су врхунац прецизности и брзине пуњења (2—3 метка у минуту) код пушака спредњача. Након аустријско-пруског рата (1866) већина је преправљена у ефикасније острагуше, које су постизале 7-9 метака у минуту.

## Развој и карактеристике
Клод Миње (фр. Claude-Étienne Minié, 13. фебруара 1804-14. октобра 1879), француски пуковник и конструктор стрељачке муниције и оружја, конструисао је 1849. шупље цилиндрично пушчано зрно шиљастог врха, које се притиском барутних гасова на његов унутрашњи зид ужлебљивало у цев (Мињеово зрно). Затим је конструисао пушку спредњачу код које је дубина жлебова (урезаних у цев) опадала ка устима цеви, па је зрно имало правилније вођење и правилнији лет кроз ваздух. Та пушка је од 1852. до 1866. била у наоружању француске војске под називом прецизна пушка (фр. fusil de précision). Као командант стрељачке школе у Венсену, Миње је конструисао задњи пружни (подесиви) пушчани нишан, а војску је напустио 1858. и постао управник фабрике оружја и школе гађања у Каиру, где се бавио унутрашњом и спољном балистиком. Ту је конструисао пушку калибра 12 мм система Миње Корди модел 1861 (фр. Minié Cordie M. 1861).
Пушке овог типа у Кримском рату (1853-1856) показале су велику предност над пушкама глатких цеви.

## Варијанте
- Прецизна пушка модел 1851, од 1852. до 1866. главна пушка француске војске.
- Миње Корди модел 1861, развијена у Египту.[2]
- Енфилд модел 1853, главна пушка британске војске од 1853. до 1866.
- Лоренц модел 1854, главна пушка аустријске војске од 1854. до 1866.[1]
- Венсенска пушка модел 1849/1856, прва модерна капислара коришћена у Кнежевини Србији, у народу позната као белгијски штуц.
- Спрингфилд модел 1861, најкоришћенија пушка Америчког грађанског рата.

## Застарелост
Увођење прве масовно коришћене острагуше Драјзе модел 1842 у пруској војсци, која је гађала двоструко брже (7 према 3 метка у минуту) од капислара Лоренц које су користили Данци и Аустријанци у Другом шлезвичком рату (1864) и Аустријско-пруском рату (1866) и муњевите победе Пруса показали су велику предност острагуша над спредњачама у погледу ватрене моћи, и у року од две године постојеће Миње пушке у свим европским армијама и САД преправљене су у острагуше:
- у Великој Британији, спредњаче Енфилд модел 1853 преправљене су у острагуше Снајдер-Енфилд,
- у САД, спредњаче Спрингфилд модел 1861/1863 преправљене су у острагуше  Спрингфилд модел 1865.[1]
- у Аустроугарској, спредњаче типа Лоренц преправљене су у острагуше типа Венцл.
- у Кнежевини Србији, спредњаче типа Лоренц преправљене су у острагуше типа Грин.